# ACAT2
Acetil-CoA acetiltransferase, citosólica, também conhecida como acetoacetil-CoA tiolase citosólica, é uma enzima que em humanos é codificada pelo gene ACAT2 (acetil-Coenzima A acetiltransferase 2).